# もんじゅ訴訟
もんじゅ訴訟（もんじゅそしょう）とは、福井県敦賀市にある高速増殖炉もんじゅの周辺住民が内閣総理大臣がおこなった核原料物質、核燃料物質及び原子炉の規制に関する法律23条に基づき原子炉設置許可処分の無効確認を求めた訴訟である。本件においては、原子炉設置許可処分にたいする原告適格の問題や無効確認訴訟で求められる無効事由に明白性を要するかという点やもんじゅの安全性などについて争われた。いずれの訴訟も、建設・運転の差止めを求めた周辺住民側が敗訴した。

## 訴訟の経緯
- 1980年12月10日-動力炉・核燃料開発事業団が内閣総理大臣にもんじゅの原子炉設置許可の申請を行う。
- 1983年5月27日-内閣総理大臣がもんじゅの原子炉設置許可処分をだす。
- 1985年9月26日-周辺住民が福井地方裁判所に本件訴訟を提起するとともに、動力炉・核燃料開発事業団を被告として, 本件原子炉の建設・運転の差止めを求める訴えを併合提起した。
- 1987年12月25日-福井地方裁判所は、原告全員の原告適格を否定して訴えを却下。
- 1989年7月19日-名古屋高等裁判所金沢支部が、本件原子炉施設から半径20キロメートル以内に居住する原告らについては原告適格を認め、福井地方裁判所に差し戻したが、その余の原告の原告の適格を認め、控訴棄却。この判決に対し、原告、被告双方が上告する。
- 1992年9月22日-最高裁判所第三小法廷が、全員の原告適格を認め、第1審の福井地方裁判所に差し戻すとともに、被告の上告を棄却したことにより、審理が第1審に差し戻される。
- 2000年3月22日-福井地方裁判所が、原子炉設置許可処分に対し違法な点はないとして、原告の請求を棄却。
- 2003年1月27日-名古屋高等裁判所金沢支部が、本件原子炉設置許可処分に違法な点があるとして、もんじゅの設置許可処分が無効であることを確認する判決を出す。
- 2005年5月30日-最高裁判所第一小法廷は、経済産業大臣の上告受理申立てを受けて、本件原子炉設置許可処分に違法な点はないとして、第二次控訴審判決を破棄し、控訴を棄却することにより、原告の請求を認めなかった第一審判決により、最終的に原告の請求が棄却されることにより確定。

## 最高裁で争われた争点
- 原子炉設置許可処分について、周辺住民が無効を確認する訴えを提起することができるか（原告適格）（争点1）。
- 人格権に基づき原子炉の建設や運転の差し止めを求める民事訴訟が提起できるのに、改めて原子炉設置許可処分についての処分の効力を争う行政訴訟を提起することができるのか。（争点2）
- もんじゅの原子炉設置許可処分の審査について違法な点はなかったか。（争点3）
  - 「2次冷却材漏えい事故」に係る安全審査について問題がなかったか。（争点3-1）
  - 「蒸気発生器伝熱管破損事故」に係る安全審査について問題がなかったか。（争点3-2）
  - 「1次冷却材流量減少時反応度抑制機能喪失事象」に係る安全審査について問題がなかったか。（争点3-3）

## もんじゅ第一次上告審判決

### 原告適格について（争点1）
行政事件訴訟法9条は、取消訴訟の原告適格について規定するが、同条にいう当該処分の取消しを求めるにつき「法律上の利益を有する者」とは、当該処分により自己の権利若しくは法律上保護された利益を侵害され又は必然的に侵害されるおそれのある者をいうのであり、当該処分を定めた行政法規が、不特定多数者の具体的利益を専ら一般的公益の中に吸収解消させるにとどめず、それが帰属する個々人の個別的利益としてもこれを保護すべきものとする趣旨を含むと解される場合には、かかる利益も右にいう法律上保護された利益に当たり、当該処分によりこれを侵害され又は必然的に侵害されるおそれのある者は、当該処分の取消訴訟における原告適格を有するものというべきである。そして、当該行政法規が、不特定多数者の具体的利益をそれが帰属する個々人の個別的利益としても保護すべきものとする趣旨を含むか否かは、当該行政法規の趣旨・目的、当該行政法規が当該処分を通して保護しようとしている利益の内容・性質等を考慮して判断すべきである。
　行政事件訴訟法36条は、無効等確認の訴えの原告適格について規定するが、同条にいう当該処分の無効等の確認を求めるにつき「法律上の利益を有する者」の意義についても、右の取消訴訟の原告適格の場合と同義に解するのが相当である。
原子炉設置許可の基準として、右の3号（技術的能力に係る部分に限る。）及び4号が設けられた趣旨は、原子炉が、原子核分裂の過程において高エネルギーを放出するウラン等の核燃料物質を燃料として使用する装置であり、その稼働により、内部に多量の人体に有害な放射性物質を発生させるものであって、原子炉を設置しようとする者が原子炉の設置、運転につき所定の技術的能力を欠くとき、又は原子炉施設の安全性が確保されないときは、当該原子炉施設の従業員やその周辺住民等の生命、身体に重大な危害を及ぼし、周辺の環境を放射能によって汚染するなど、深刻な災害を引き起こすおそれがあることにかんがみ、右災害が万が一にも起こらないようにするため、原子炉設置許可の段階で、原子炉を設置しようとする者の右技術的能力の有無及び申請に係る原子炉施設の位置、構造及び設備の安全性につき十分な審査をし、右の者において所定の技術的能力があり、かつ、原子炉施設の位置、構造及び設備が右災害の防止上支障がないものであると認められる場合でない限り、主務大臣は原子炉設置許可処分をしてはならないとした点にある。そして、同法24条1項3号所定の技術的能力の有無及び4号所定の安全性に関する各審査に過誤、欠落があった場合には重大な原子炉事故が起こる可能性があり、事故が起こったときは、原子炉施設に近い住民ほど被害を受ける蓋然性が高く、しかも、その被害の程度はより直接的かつ重大なものとなるのであって、特に、原子炉施設の近くに居住する者はその生命、身体等に直接的かつ重大な被害を受けるものと想定されるのであり、右各号は、このような原子炉の事故等がもたらす災害による被害の性質を考慮した上で、右技術的能力及び安全性に関する基準を定めているものと解される。右の3号（技術的能力に係る部分に限る。）及び4号の設けられた趣旨、右各号が考慮している被害の性質等にかんがみると、右各号は、単に公衆の生命、身体の安全、環境上の利益を一般的公益として保護しようとするにとどまらず、原子炉施設周辺に居住し、右事故等がもたらす災害により直接的かつ重大な被害を受けることが想定される範囲の住民の生命、身体の安全等を個々人の個別的利益としても保護すべきものとする趣旨を含むと解するのが相当である。
　そして、当該住民の居住する地域が、前記の原子炉事故等による災害により直接的かつ重大な被害を受けるものと想定される地域であるか否かについては、当該原子炉の種類、構造、規模等の当該原子炉に関する具体的な諸条件を考慮に入れた上で、当該住民の居住する地域と原子炉の位置との距離関係を中心として、社会通念に照らし、合理的に判断すべきものである。
そのうえ、最高裁は原子炉の規模性質等に照らして、もんじゅから58キロメートル離れている住民まで原告適格を認めた。

### 無効確認訴訟の訴えの利益（争点2）
行政事件訴訟法36条によれば、処分の無効確認の訴えは、当該処分に続く処分により損害を受けるおそれのある者その他当該処分の無効確認を求めるにつき法律上の利益を有する者で、当該処分の効力の有無を前提とする現在の法律関係に関する訴えによって目的を達することができないものに限り、提起することができると定められている。処分の無効確認訴訟を提起し得るための要件の一つである、右の当該処分の効力の有無を前提とする現在の法律関係に関する訴えによって目的を達することができない場合とは、当該処分に基づいて生ずる法律関係に関し、処分の無効を前提とする当事者訴訟又は民事訴訟によっては、その処分のため被っている不利益を排除することができない場合はもとより、当該処分に起因する紛争を解決するための争訟形態として、当該処分の無効を前提とする当事者訴訟又は民事訴訟との比較において、当該処分の無効確認を求める訴えのほうがより直截的で適切な争訟形態であるとみるべき場合をも意味するものと解するのが相当である。
本件についてこれをみるのに、被上告人ら（原告ら）は本件原子炉施設の設置者である動力炉・核燃料開発事業団に対し、人格権等に基づき本件原子炉の建設ないし運転の差止めを求める民事訴訟を提起しているが、右民事訴訟は、行政事件訴訟法36六条にいう当該処分の効力の有無を前提とする現在の法律関係に関する訴えに該当するものとみることはできず、また、本件無効確認訴訟と比較して、本件設置許可処分に起因する本件紛争を解決するための争訟形態としてより直截的で適切なものであるともいえないから、被上告人らにおいて右民事訴訟の提起が可能であって現にこれを提起していることは、本件無効確認訴訟が同条所定の前記要件を欠くことの根拠とはなり得ない。
以上のように判断して、原子炉設置許可処分に対して最高裁は別に行政訴訟として処分の無効確認の訴えの利益を認めた。

## もんじゅ第二次上告審判決

### 争点3総論
最高裁は伊方原発訴訟の判決で示した基準を踏襲し、原子炉設置の許可の段階の安全審査においては, 当該原子炉施設の安全性にかかわる事項のすべてをその対象とするものではなく、その基本設計の安全性にかかわる事項のみをその対象とするものと解するのが相当であるとし、そして, 規制法24条2項の趣旨が, 同条1項3号（技術的能力に係る部分に限る。）及び4号所定の基準の適合性について、各専門分野の学識経験者等を擁する原子力安全委員会の科学的、専門技術的知見に基づく意見を十分に尊重して行う主務大臣の合理的な判断にゆだねるものであることにかんがみると、どのような事項が原子炉設置の許可の段階における安全審査の対象となるべき当該原子炉施設の基本設計の安全性にかかわる事項に該当するのかという点も、上記の基準の適合性に関する判断を構成するものとして、同様に原子力安全委員会の意見を十分に尊重して行う主務大臣の合理的な判断にゆだねられていると解される。
また、規制法は、上記基準の適合性について、上記のとおり原子力安全委員会の意見を十分に尊重して行う主務大臣の合理的な判断にゆだねていると解されるから、現在の科学技術水準に照らし、原子力安全委員会若しくは原子炉安全専門審査会の調査審議において用いられた具体的審査基準に不合理な点があり、あるいは当該原子炉施設が上記の具体的審査基準に適合するとした原子力安全委員会若しくは原子炉安全専門審査会の調査審議及び判断の過程に看過し難い過誤、欠落があり、主務大臣の判断がこれに依拠してされたと認められる場合には、主務大臣の上記判断に不合理な点があるものとして、同判断に基づく原子炉設置許可処分は違法と解される。
その上で、最高裁は高裁判決で違法であるとされた点について具体的に検討し、高裁の判断は誤りであるとして破棄自判をしている。

### 原子力安全委員会の審査基準
本件申請に対する原子力安全委員会及び同委員会に置かれた原子炉安全専門審査会による原子炉施設の安全性に関する審査において用いられた審査基準に, 1980年（昭和55年）11月6日原子力安全委員会決定「高速増殖炉の安全性の評価の考え方について」（以下「評価の考え方」という。）がある。「評価の考え方」は、液体金属冷却高速増殖炉の特徴を十分踏まえて原子炉施設の位置、構造及び設備が災害の防止上支障がないものであることを評価する必要があるとし、その評価に当たっては、研究開発、建設及び運転を通じて蓄積されつつある多くのデータ、解析手法等の実績について十分考慮するとともに適切な余裕を見込む必要がある旨を述べ、その評価に当たって適用され、又は参考とすべき既存の各種安全審査指針との関係を示している。
これを踏まえて、本件安全審査においては、原子炉施設の基本設計又は基本的設計方針として、
1. 　原子炉の平常運転によって放射性物質の有する潜在的危険性が顕在化しないように、平常運転時における被ばく低減対策が適切に講じられていること、
2. 　原子炉施設に事故が発生することにより放射性物質の有する潜在的危険性が顕在化しないように、自然的立地条件との関係を含めた事故防止対策が適切に講じられていること

が、確認されるべき事項とされていた。
発電用軽水型原子炉施設を対象とした指針である1978年（昭和53年）9月29日原子力委員会決定「発電用軽水型原子炉施設の安全評価に関する審査指針」（以下「安全評価指針」という。）は、原子炉施設の設計の基本方針の妥当性を確認するための安全評価として、
原子炉施設の「通常運転」の状態を超えた事象、すなわち、
「運転時の異常な過渡変化」-原子炉の運転状態において原子炉施設寿命期間中に予想される機器の単一故障若しくは誤動作又は運転員の単一誤操作などによって、原子炉の通常運転を超えるような外乱が原子炉施設に加えられた状態、及びこれらと類似の頻度で発生し、原子炉施設の運転が計画されていない状態に至る事象
について評価を行い、
次いで、
「事故」-「運転時の異常な過渡変化」を超える異常状態であって、発生頻度は小さいが、発生した場合は原子炉施設からの放射能の放出の可能性があり、原子炉施設の安全性を評価する観点から想定する必要がある事象
について評価を行わなければならない
とするものである。
そして、「評価の考え方」は、その別紙「液体金属冷却高速増殖炉（LMFBR）の安全設計と安全評価について」のIIにおいて、液体金属冷却高速増殖炉の安全評価に当たっては、安全評価指針を参考とするとともに、液体金属冷却高速増殖炉の特徴を踏まえて評価する必要がある旨を述べ、
「運転時の異常な過渡変化」及び「事故」として選定して評価を行うべき代表的事象を掲げ、それぞれについての評価に関する判断の基準を示している。
このうち「事故」についての評価に関しては、
想定した事故事象によって外乱が原子炉施設に加わっても、事象に応じて炉心の溶融のおそれがないこと及び
放射線による敷地周辺への影響が大きくならないよう核分裂生成物放散に対する障壁の設計が妥当であること
を確認しなければならないとされ、
このことを確認する基準は、
1. 炉心は大きな損傷に至ることなく、かつ、十分な冷却が可能であること、
2. 原子炉格納容器の漏えい率は、適切な値以下に維持されること、
3. 周辺の公衆に対し、著しい放射線被ばくのリスクを与えないこと、

とされている（「評価の考え方」別紙のIIの（3.2））。

### 用語の説明
Reactor loop-1次冷却系
Intermediate loop-2次冷却系
Control rods-制御棒
Heat Exchanger-中間熱交換器
Steam　generator-蒸気発生器-もんじゅの場合は、蒸気発生器は蒸発器と過熱器の二つから構成されている
なお、高速増殖炉の特徴として原子炉の冷却媒体として水ではなく、比熱が小さく（熱しやすく冷めやすい=熱伝導性が高い）融点（約90℃）の低いナトリウムが用いられている。ナトリウムは、空気中の酸素と反応し燃焼し、水と反応すると水素が発生する。

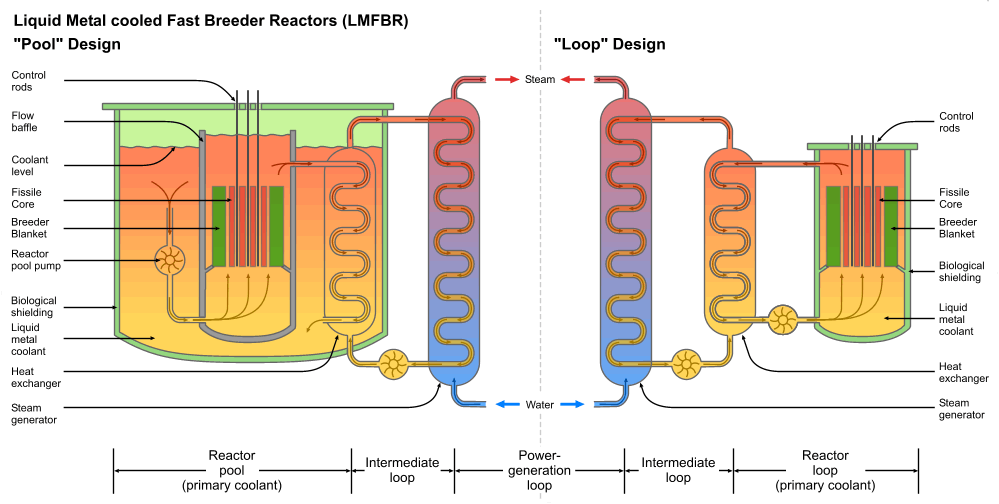
高速増殖炉の基本的構造（もんじゅは右のループ型）

### 「2次冷却材漏えい事故」に係る安全審査について（争点3-1）
2次冷却材漏えい事故とは、原子炉出力運転中に何らかの原因で2次主冷却系配管が破損し2次冷却材ナトリウムが漏えいする事故のことをいう。2次冷却材漏えい事故が生ずると、中間熱交換器での除熱能力が低下し、原子炉容器入口のナトリウム温度が上昇するため、炉心の安全な冷却ができなくなる可能性がある。また、漏えいしたナトリウムの顕熱及び燃焼熱によって部屋の雰囲気温度あるいは床面に設けたライナの温度が上昇することにより、同ライナが果たすべきナトリウムとコンクリートの接触防止機能に悪影響を与える可能性があるとともに、空気雰囲気の部屋の内圧が上昇して建物及び構築物の健全性を損なう可能性がある。
本件申請においては、2次冷却材漏えい事故が発生した場合に事故の拡大を防止するための対策の一つとして, 漏えいしたナトリウムとコンクリートとが直接接触することを防止するために、床面に鋼製のライナを設置し、漏えいしたナトリウムを貯留タンク等へ導き貯留するという設計がされている。本件安全審査においても、2次冷却材漏えい事故が発生した場合に備えて、漏えいしたナトリウムとコンクリートとの直接接触を避けるため床面に鋼製のライナを設置するという対策を行うことが本件原子炉施設の基本設計を構成するものとして審査の対象とされた。そして、床ライナの板厚、形状等の細部は、本件安全審査の対象とされず、後続の設計及び工事の方法の認可の段階で規制の対象とされる具体的な詳細設計及び工事の方法に当たるとされたのであるが、床ライナが漏えいナトリウムとコンクリートとの直接の接触を防止するためにどのような設計とされるべきかは, 部屋の大きさ、床ライナの冷却設備の有無、ナトリウムドレン設備の能力等の周辺設備の具体的仕様等との関連において決定されるべきものということができるから、これを後続の設計及び工事の方法の認可の段階における規制の対象とすることは, 一般に合理性があるということができる。

#### 鉄、ナトリウム及び酸素が関与する界面反応による床ライナの腐食に関する知見を欠いていたため、上記腐食により床ライナに貫通孔が生じ得ることを看過した点に関する判断
1995年12月8日、核原料物質、核燃料物質及び原子炉の規制に関する法律28条1項の規定に基づく使用前検査の最中に、2次主冷却系のCループの配管に取り付けられていた温度計のさや管の細管部が破損し、この破損部から配管室内に2次冷却材ナトリウムが約3時間40分にわたって漏えいする事故（以下「本件ナトリウム漏えい事故」という。）が発生し、漏えいしたナトリウムが空気中の酸素と反応してナトリウム火災を起こした。
本件ナトリウム漏えい事故では、漏えい箇所直下近傍の床ライナ（板厚約6mm）に凹凸が生じ、全体として上下方向にたわみが認められ、局所的に0.5mmないし1.5mm程度の板厚減少が観察され、床ライナの加熱温度は最高で750℃と推定されている。動燃は、その原因等を解明するため2回にわたって燃焼実験を実施した。1996年（平成8年）4月8日の燃焼実験Iでは、鋼鉄製の円筒容器内でナトリウムを漏えいさせたところ、床ライナを模擬した鋼製の受け皿に貫通損傷はなかったものの、最大約1mmの減肉が認められ、受け皿で測定された温度が740℃ないし750℃で推移した。同年6月7日の燃焼実験IIでは、コンクリート製容器内でナトリウムを漏えいさせたところ、厚さ約6mmの鋼製の床ライナに5箇所の貫通孔が認められ、床ライナで測定された温度がおおむね800℃ないし850℃で推移した。
本件ナトリウム漏えい事故及び燃焼実験Iでは、室内からの湿分の供給が少なかったため、水酸化ナトリウムの生成が少なく、酸化ナトリウムと鋼板（鉄）が高温で反応して複合酸化物を形成することにより腐食するナトリウム・鉄複合酸化型腐食が生じたと考えられる。他方、燃焼実験IIでは、実験を行った容器の容積が小さかったこと等から、ナトリウムの燃焼に伴い室内の温度が高温となってコンクリート壁から多量の水分が放出され、これにより生成された水酸化ナトリウム等の溶融体に、過酸化ナトリウムが溶け込んで過酸化物イオンとなり、床ライナ（鉄）を急速に腐食させる溶融塩型腐食（界面反応による腐食）が生じたと考えられる。そして、溶融塩型腐食は、ナトリウム・鉄複合酸化型腐食より約5倍腐食速度が速いことが判明した。
この鉄、ナトリウム及び酸素が関与する激しい腐食の知見は、本件処分当時の高速増殖炉の開発及びその安全審査の関係者にとっては、問題意識があれば知り得た知見であったものの、知られていなかったため、本件安全審査においては、床ライナの健全性については熱膨張によって機械的に破損するか否かということに重点を置いた審査がされた。
この点において、原審は本件原子炉施設の基本設計の安全性にかかわる事項についての安全審査における看過し難い過誤、欠落に当たるとした。
しかし、最高裁は、条件次第ではナトリウムの漏えいにより溶融塩型腐食が生ずる場合があり、この場合に床ライナに貫通孔が生ずれば、「漏えいナトリウムとコンクリートとの直接接触の防止」という床ライナの機能が果たされないこととなることを認めたが、しかし、床ライナに溶融塩型腐食が生じても、床ライナの板厚等の具体的形状次第では漏えいナトリウムとコンクリートとが直接接触することを防止することが可能であるというのであれば、2次冷却材漏えい事故に備えて上記の安全対策を行うことを内容とする本件原子炉施設の基本設計は合理性を失わず、床ライナの腐食に対する対策が、後続の設計及び工事の方法の認可以降の段階における規制の対象とされ、その基本設計の安全性にかかわる事項に含まれないとすることは、不合理であるとはいい難いことになるとした。
そこで、検討すると、(1)　本件ナトリウム漏えい事故後に, 動燃は, 現状の本件原子炉施設において2次冷却材ナトリウムが漏えいしたときに床ライナに最も腐食速度の速い溶融塩型腐食が生ずると仮定して, ナトリウム燃焼解析を実施した, (2)　その解析条件は, 漏えいナトリウムの初期温度を507℃, 部屋の初期温度を35℃, 相対湿度を80%, ナトリウムの漏えい継続時間を80分から82分等としたものであった、(3)　解析結果は、板厚約6mmの床ライナの減肉量が、中央値で3.2mmないし3.3mmであり, 上限値で5.2mmないし5.5mmであった、というのであり, 要するに、現状の施設において上記解析条件と同じ条件下で溶融塩型腐食が生じても, 現状の板厚約6mmの床ライナに貫通孔は生じないというのである。確かに、上限値の場合には、現状の板厚約6mmの床ライナでは、残存肉厚が0.5mmないし0.8mmであり、余裕として十分か否かが問題となるが、減肉量に相応した板厚等の具体的な設計によって床ライナの健全性を維持することも不可能ではないということができる。また、ナトリウム漏えいワーキンググループの第3次調査報告書は、床ライナの腐食抑制対策として、最高温度を低く抑えること及び高温の持続時間を短く抑えることが有効であるとの基本的な考え方を示しているところ、これを踏まえた腐食抑制対策を採ることも考えられるところである。動燃が1998年（平成10年）5月付けの報告書において取りまとめた設備改善策も、これに沿うものであり。従来の設計の基本的考え方を前提とした上で、その裕度の向上を図るものであるが, もんじゅ安全性確認ワーキンググループは, 上記改善策を前提とすると、最も厳しい条件を考慮しても床ライナの健全性が確保されることを確認した。
以上の点に照らせば、上記の床ライナの溶融塩型腐食という知見を踏まえても、床ライナの腐食に対する対策を行うことにより漏えいナトリウムとコンクリートとが直接接触することを防止することが可能であり、2次冷却材漏えい事故に対して床面に鋼製のライナを設置するという対策を行うことはその有効性を失わず、鋼製の床ライナを設置するとの本件原子炉施設の基本設計をもって、不合理なものということはできない。そして、床ライナの腐食に対する対策については、後続の設計及び工事の方法の認可以降の段階でこれを行うことによって対処することが不可能又は非現実的であるとはいえず、これを原子炉設置の許可の段階においては安全審査の対象に含めないことをもって、不合理であるとはいい難い。

#### 床ライナの温度の評価を誤った過誤
原子力安全委員会が1997年（平成9年）12月18日、同委員会の高速増殖原型炉もんじゅナトリウム漏えいワーキンググループ（以下「ナトリウム漏えいワーキンググループ」という。）の第2次調査報告書を公表した。同報告書は、同公表時点での評価によると、漏えいナトリウムの床ライナ全面での燃焼の場合の床ライナ温度は配管室で約620℃、過熱器室で約750℃となり, 中小規模のナトリウムの漏えいによる燃焼の場合の床ライナ温度は局所的に約880℃（配管室）あるいは約850℃（過熱器室）に達すると解析されるという内容であった。
さらにm本件安全審査での漏えいナトリウムによる熱的影響についての解析評価においては、中小規模のナトリウム漏えいによる燃焼の場合を想定した解析評価はされなかったが、これは、当時の関係者が、床ライナが熱膨張によって機械的に破損するか否かの点に注目し、床ライナの全体としての熱膨張が最大になる大規模漏えい時のプール燃焼の場合を解析すれば、中小規模漏えい時の影響は、これに包含されると判断したことによるものであったが実際の床ライナの温度は、酸欠効果により床ライナ温度の上昇が抑えられる大規模漏えいの場合よりも、中小規模漏えいの場合の方が高いものであった
これに対し、動燃は、本件許可申請時の床ライナの設計温度は500℃としていたが、1985年2月18日付の原子炉の設置変更許可申請（2次主冷却系循環ポンプ等の設備の変更に伴うもの）を行った際、同年8月9日付で一部補正を行ったが、そのときは設計温度を530℃に変更したが、ナトリウムが漏えいされる場合に想定される温度よりは低いものであった。
その上で、原審は、床ライナの膨張率を左右する床ライナの温度が本件安全審査の対象となる本件原子炉施設の基本設計の安全性にかかわる事項に含まれるとした上で、本件安全審査には、上記床ライナの温度の評価を誤った過誤があると判示する。
これに対し最高裁は上記の設計温度とは、床ライナがこの温度まで全面一様に加熱されても、熱膨張によって部屋の壁と干渉しないように設計するために設定された温度であって、この温度を超えれば直ちに床ライナが機能を喪失するものではないというのである。そして、床ライナの板厚、形状等その健全性にかかわる事項は、設計及び工事の方法の認可の段階において審査の対象となる具体的な詳細設計及び工事の方法として決定されるべきものであるから、板厚、形状等が確定しない段階において、これとは別に設計温度の妥当性について確定的な審査をすることに意味はないといわざるを得ない。
また、ナトリウム漏えいワーキンググループ第2次調査報告書によれば、上記実験の約880℃はライナ材料の融点に比べて十分に低いために床ライナは溶融せず、また、科学技術庁及び動燃からの報告によると、床ライナ全体の熱膨張により破損する可能性について評価した結果、実際に設置されている床ライナは、2次主冷却系配管室（A）北側で約630℃、同配管室（C）北側で約700℃程度、その他の配管室及び過熱器室で約950℃あるいはそれ以上になっても, 熱膨張により壁と干渉することはなく, 機械的に破損するおそれはないこと、動燃は、局所的なひずみによる破損の可能性を調べるために解析を行い、また、床ライナの一部分を模擬した試験体を用いた実験を行ったところ、局所的な燃焼に対して900℃ないし950℃まではリブ（ひずみを拘束するために床ライナ裏面に溶接されている構造物）がはく離することがあるが、床ライナに損傷は生じないことが示されたこと床ライナの温度が900℃から950℃までは機械的な破損は生じないことが示されたから、界面反応による腐食を考慮しない場合には、漏えいナトリウムとコンクリートの直接接触を防止するという床ライナの機能は維持されるという見解を述べている。
以上に、鋼材が高温になれば延性を増すという特性を持っていることを併せ考えると、漏えいナトリウムによる床ライナの熱膨張については、床ライナの板厚、形状、壁との間隔等に配意することにより設計及び工事の方法の認可以降の段階において対処することが十分に可能であるということができる。

#### 小括
そうすると、2次冷却材漏えい事故に対して床面に鋼製のライナを設置することにより漏えいナトリウムとコンクリートとが直接接触することを防止するという安全対策を行うことを内容とする本件原子炉施設の基本設計は, 不合理であるとはいえず, 原子力安全委員会の判断に基づき、床ライナについては、漏えいナトリウムとコンクリートとの直接接触を防止するという設計方針のみが、原子炉設置の許可の段階における安全審査の対象となるべき原子炉施設の基本設計の安全性にかかわる事項に当たるものとし、その板厚等の腐食防止対策や熱膨張により壁と干渉しないような具体的施工方法は、設計及び工事の方法の認可以降の段階における審査の対象に当たるものとした主務大臣の判断に不合理な点はない。
したがって、原審が2次冷却材ナトリウム漏えい事故に関する安全審査の瑕疵として指摘する事項は、原子炉設置の許可の段階の安全審査の対象とならない事項に関するものである。そして、以上説示するところによれば、原子力安全委員会等における2次冷却材ナトリウム漏えい事故の安全審査の調査審議及び判断の過程に看過し難い過誤、欠落があるということはできず、この安全審査に依拠してされた本件処分に違法があるということはできないから、上記違法があることを前提として本件処分に無効事由があるということはできない。

## 関連人物
- 久米三四郎